# Maurice Fromkes
Maurice Fromkes (Vilna, 19 de febrero de 1872 - París, 27 de septiembre de 1931), conocido en España como Mauricio Fromkes, fue un pintor polaco-estadounidense.

## Biografía

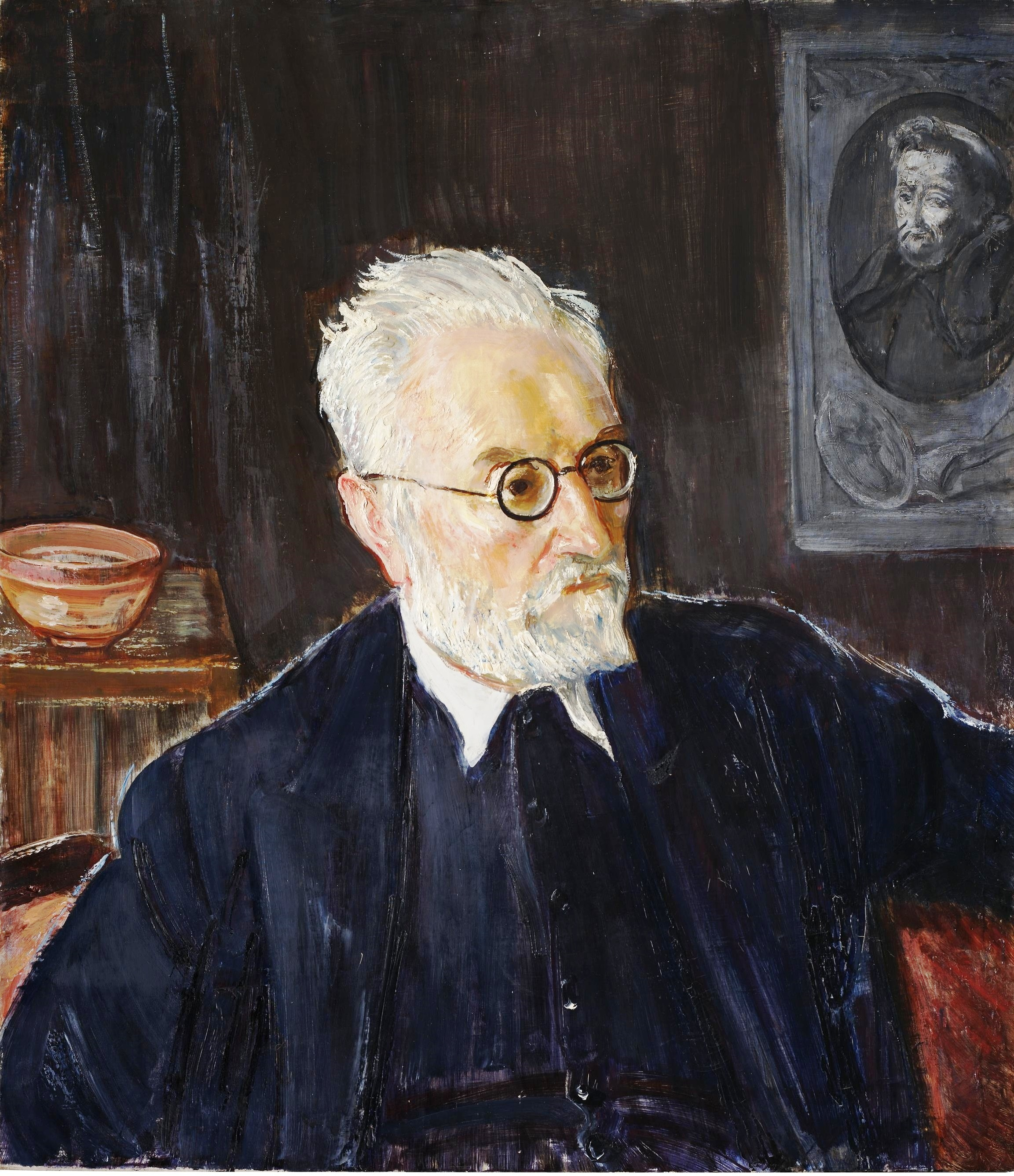
Retrato de Miguel de Unamuno, óleo del pintor, (circa 1925-30), en el Museo del Prado.

Nacido en Vilna en 1872, emigró a los Estados Unidos junto con su familia a los ocho años. Su primera formación como pintor se produjo entre 1889 y 1894. Debutó en 1895 en la Exposición Anual de la Academia, dedicándose principalmente a los retratos de la sociedad neoyorquina. Gracias a la influencia de su amigo, el también pintor, Henry Golden Dearth amplió su rango de temas incluyendo paisajes y naturalezas muertas. En 1920 viajó a España junto con su esposa, Eva Maryan Halle. Al quedar impresionado de Segovia y de su luz, se instaló en Madrid, abriendo un taller y adquiriendo una relativa notoriedad en el panorama del arte español del momento. El año 1924 supone el año de su consagración como pintor de prestigio, Mariano Benlliure compra para el Museo Nacional de Arte Moderno, que dirige, su obra Madonna del Camino y expone en la Milch Galleries de Nueva York gran parte de su obra, realizada en España.
Falleció de forma repentina en París en el año 1931. Su viuda cedió diversos cuadros al Estado español. En 1966 le fueron dedicados unos jardines y una placa en Segovia.

## Obra
Pintó retratos de importantes personajes de la época, entre otros los siguientes pintados hacia 1925 y conservados hoy en el Museo del Prado:
- Joaquín y Serafín Álvarez Quintero.
- Victorio Macho.
- Miguel de Unamuno.
- Gustavo Pittalunga.
- Antonio García Tapia.
- Oscar Esplá.
- Joaquín Mir.
- Manuel Bartolomé Cosío.
- Ramón Pérez de Ayala.
- Oscar Esplá.
- Rafael Altamira.
- Gabriel Miró.
- Gonzalo Lafora.
- Jacobo Fitz-James Stuart, XVII duque de Alba.

Así mismo pintó otra serie de temas relacionados con el costumbrismo español, entre los que destacan:
- La Madona del camino
- Una mallorquina
- Beatriz Galindo
- Virgen y el Niño Jesús
- Camino de San Andrés
- Descendimiento de la Cruz
- Una madrileña
- La adoración de Pepito
- Una rondeña